# Liste der Monuments historiques in Estrun
Die Liste der Monuments historiques in Estrun führt die Monuments historiques in der französischen Gemeinde Estrun auf.

## Liste der Bauwerke
| Bezeichnung   | Beschreibung | Standort                                                                  | Kennzeichnung | Schutzstatus | Datum | Bild |
| ------------- | ------------ | ------------------------------------------------------------------------- | ------------- | ------------ | ----- | ---- |
| Camp de César |              | Camp de César Coron des Alouettes Le Village Les Riez Rue du Canal (Lage) | PA00107520    | Inscrit      | 1980  |      |

## Liste der Objekte
- Monuments historiques (Objekte) in Estrun in der Base Palissy des französischen Kultusministeriums